# Athetis vollmeri
Athetis vollmeri är en fjärilsart som beskrevs av Schultz 1930. Athetis vollmeri ingår i släktet Athetis och familjen nattflyn. Inga underarter finns listade i Catalogue of Life.